# Just My Imagination (Running Away with Me)
«Just My Imagination (Running Away with Me)» —en español: «Solo mi imaginación (escapando conmigo)»— es un sencillo del grupo The Temptations, editado en el año 1971 por el sello Gordy de la discográfica Motown. La canción alcanzó el puesto número 1 de ventas del índice Billboard Hot 100. Fue la tercera de las piezas del grupo que alcanzó esta posición en los Estados Unidos de un total de cuatro.
«Just My Imagination» fue el segundo sencillo que se editó del álbum de 1971 Sky´s the Limit. Se mantuvo en el primer puesto en el Billboard Pop Singles Chart (índice de sencillos de música pop) durante dos semanas: del 27 de marzo al 10 de abril. Sustituyó en esa posición a la canción «Me and Bobby McGee» de Janis Joplin y fue sucedida por «Joy to the World» de Three Dog Night. La canción también obtuvo el número 1 en la lista Billboard R&B Singles Chart, dedicada a sencillos del género Rhythm & Blues, durante tres semanas: del 27 de febrero al 20 de marzo. En esta categoría sustituyó a «Jody's Got Your Girl and Gone» de Johnnie Taylor y fue reemplazada por otro sencillo de la Motown, «What's Going On», de Marvin Gaye. La revista Rolling Stone colocó a la canción en puesto 389 en su Lista de Rolling Stone de las 500 canciones más grandes de la historia.
El sencillo se considera una de las canciones insignia de los Temptations, mientras que su sonido recuerda las grabaciones realizadas por el grupo en los años 60. También es el último sencillo del grupo en el que participaron los miembros fundadores Eddie Kendricks y Paul Williams. Durante el periodo de grabación y publicación de la pieza, Kendricks dejó el grupo para comenzar su carrera en solitario, mientras que Williams fue obligado a retirarse del escenario debido a sus problemas de salud.

## Historia

### Información de la canción
En la canción se incluye un arreglo orquestal, con instrumentos de cuerda y trompas adornando el ritmo de blues de la pieza y las guitarras. «Just My Imagination» posee una fuerte influencia duduá a cargo de las voces de los Temptations Otis Williams, Paul Williams, Melvin Franklin y Dennis Edwards. La canción la guía el falsete de Kendricks, que relata la agridulce historia de un hombre joven muy tímido que no se atreve a acercarse a la mujer a la que ama. En lugar de eso, se dedica a fantasear con ella todos los días, imaginándose que existe una relación entre ellos. El narrador es lo suficientemente inteligente como para darse cuenta de que sus sueños son ficción y no realidad; sin embargo, se resigna a vivir dentro de ellos.
Los dos primeros versos de la canción, compuestos en tonalidades do mayor y re menor, presentan el tema de la pieza y exploran las fantasías del narrador. En su mente, él y ella son dos amantes que están listos para casarse, fundar una familia ("raise a family") y "construir una pequeña casa en el campo, con dos hijos, o tal vez tres" ("build a cozy little home / off in the country / with two children, maybe three").
En el puente de la canción, hay un cambio de do mayor a un acorde de séptima, que tiene lugar mientras se revela el motivo que subyace detrás de la timidez del narrador. Éste no ha hecho el menor intento por acercarse a la mujer porque una amante anterior le ha hecho daño. Sencillamente, se encuentra demasiado dolido como para exponerse a que le rompan de nuevo el corazón. De hecho, le reza a Dios para que nunca tenga que volver a pasar por lo mismo, ya que de lo contrario acabará por morirse ("or I will surely die"). La solución que encuentra es seguir como hasta ahora, amando a la mujer tan solo dentro de la seguridad que le da su imaginación. A pesar de ello, él es consciente de la realidad: "ella ni siquiera me conoce" ("but in reality / she doesn't even know me").

### Origen
A finales de los sesenta y comienzos de los setenta, el productor y compositor Norman Whitfield y el letrista Barrett Strong crearon una serie de temas de "soul psicodélico" para los Temptations. Después del éxito que tuvo el grupo Sly & the Family Stone con la fusión entre el rock psicodélico y la música soul, en particular con su éxito de 1968 «Dance to the Music», varios intérpretes de soul comenzaron a seguir los mismos pasos (como The Temptations, The Isley Brothers y The Four Tops). En el año 1970, los Temptations ya habían publicado tres discos con este nuevo estilo (Cloud Nine, Puzzle People y Psychedelic Shack), que también incluían una fuerte influencia de estrellas del rock como The Beatles, The Rolling Stones y Jimi Hendrix. Durante este periodo, el grupo editó éxitos como «I Can't Get Next to You», «Psychedelic Shack», «Ball of Confusion (That's What the World is Today)» y el ganador de los Grammy «Cloud Nine».
No obstante, el grupo, y en particular Eddie Kendricks, prefería grabar canciones del estilo de anteriores éxitos, como «My Girl», y presionaba constantemente a Whitfield para que produjese material similar a aquellas piezas. En una entrevista de 1991, Kendricks recuerda que muchos de los fanes de los Temptations estaban protestando a viva voz debido a la incursión del grupo en la psicodelia y demandaban la vuelta a su sonido soul original. Durante esta etapa de la existencia de la Motown, eran los productores y no los artistas los que tenían el poder de tomar las decisiones, así que el grupo fue obligado a grabar aquellas canciones, especialmente a partir del momento en que algunas de ellas se convirtieron en éxitos de la música pop.
«Just My Imagination» fue elaborada en una de las contadas ocasiones en las Whitfield cedió y produjo una balada como sencillo para el grupo. Whitfield y Strong escribieron la canción en 1969, pero como por aquel momento los éxitos de soul psicodélico mantenían al grupo permanentemente en la lista de éxitos de los Estados Unidos, los dos decidieron congelar la composición y esperar a otro momento más oportuno para grabarla. A finales del año 1970, el sencillo de los Temptations «Ungena Za Ulimwengu (Unite the World)», una canción psicodélica acerca de la paz mundial, fracasó en su intento de llegar a la lista de 30 sencillos más vendidos, momento en el que Whitfield decidió grabar y publicar «Just My Imagination» como el próximo sencillo. Así, le pidió a Barret Strong que desenterrase "aquella canción a la que le estuvimos dando vueltas hace un año... porque la voy a grabar hoy". Exceptuando sus duetos con The Supremes, los Temptations no habían editado un sencillo que no fuese psicodelia desde «Please Return Your Love to Me», de su álbum de 1968 The Temptations Wish It Would Rain.

### Grabación
Norman Whitfield comenzó la grabación de «Just My Imagination» preparando la sección instrumental de la canción. Whitfield arregló y grabó los elementos no orquestales de esta sección con la banda de estudio de la Motown, The Funk Brothers. La composición de la misma para la grabación era la siguiente: Eddie "Chank" Willis con la guitarra, Jack Ashford en la marimba, Jack Brokensha en los timbales, Andrew Smith en la batería y Bob Babbitt con el bajo. Jerry Long, un arreglista que había compuesto para algunas películas en París, trabajó en las secciones orquestales y dirigió a varios miembros de la Orquesta Sinfónica de Detroit, que tocaron las trompas y las cuerdas para la grabación. Los Temptations habían escuchado la parte de los Funk Brothers y les encantaba, pero, de acuerdo con Otis Williams, se quedaron "totalmente boquiabiertos" cuando escucharon "la grabación final con todas las cuerdas".
Los Temptations añadieron sus voces en el cuartel general de la Motown en Hitsville, Estados Unidos. Mientras que los cinco miembros del grupo solían llevar la iniciativa en la mayoría de los sencillos de la etapa psicodélica durante algún momento de los mismos, «Just My Imagination» fue principalmente una canción para el lucimiento de Eddie Kendricks, que también había sido la voz principal en otros éxitos de los Temptations como «Get Ready», «The Way You Do the Things You Do» y «You're My Everything». El grupo siguió grabando en Hitsville por la noche y, mientras que los otros cuatro componentes se fueron a casa a las seis de la madrugada, Kendricks continuó en el estudio, pasando algunas horas más realizando tomas para sus secciones. 
La canción se grabó en medio de una amarga disputa entre Eddie Kendricks y el líder de facto de los Temptations, Otis Williams. Insatisfecho y frustrado con el liderazgo de Williams, Kendricks empezó a apartarse del grupo y tuvo diferentes peleas tanto con Williams como con el mejor amigo de este último, la voz bajo Melvin Franklin. Kendricks le contó a su amigo David Ruffin, ex-componente del grupo, sus problemas en la formación. Éste le convenció entonces de que debía comenzar su carrera en solitario. Después de un último enfrentamiento en noviembre de 1970, tanto Kendricks como Williams acordaron que lo mejor sería que el primero abandonase el grupo. Cuando se realizó la grabación de «Just My Imagination», Williams y Kendricks ya no hablaban entre ellos de forma amistosa. A pesar de ello, Otis Williams se quedó impresionado con la participación de Kendricks en la grabación. Así, en su biografía de 1988 Temptations, se refirió a la canción como "el momento cumbre de Eddie".
Paul Williams, el cantante principal de la primera formación de los Temptations y mejor amigo de Kendricks, es la voz principal en el primer verso del puente de «Just My Imagination» ("Every night, on my knees, I pray..."). Durante los últimos tres años, Williams había sufrido problemas de salud causados por su alcoholismo y una variedad congénita de anemia llamada anemia de células falciformes. En la época de la grabación, las contribuciones de Paul al grupo se habían reducido, siendo éste reemplazado casi por completo por Richard Street, viejo compañero de Otis Williams.

### Publicación del sencillo y retirada de Kendricks
La Motown publicó «Just My Imagination» como sencillo en su sello Gordy el 14 de enero de 1971, junto con la canción de soul psicodélico «You Make Your Own Heaven and Hell Right Here on Earth», perteneciente al LP de 1970 Psychedelic Shack. El grupo interpretó «Just My Imagination» y «Get Ready» en su actuación final en el The Ed Sullivan Show, emitida en directo el 31 de enero. En pantalla, Kendricks permaneció a cierta distancia del resto de miembros, sin mantener apenas contacto visual con ellos. Más tarde, Otis Williams señalaría que cualquiera podía ver que el grupo ya no se sentía unido:

"Había un sentimiento muy agridulce. Eddie había cambiado realmente. Paul estaba en las últimas. Al ver el vídeo de la canción en el Ed Sullivan, uno se da cuenta de que ya no estamos unidos. Eddie está fuera del conjunto por iniciativa propia. Ya no queda nada del grupo. En efecto, aquella semana, mientras realizábamos actuaciones en el club Copacabana, Eddie se marcha. No regresó".

La actuación del Ed Sullivan fue la última aparición televisiva de Kendricks con los Temptations. «Just My Imagination» se convirtió en el sencillo más vendido del grupo desde «My Girl», llegando al número uno en las listas U.S. Billboard Hot 100 y U.S. Billboard R&B Singles y al número ocho en el Reino Unido. El sencillo se incluyó junto con Unite the World en el noveno álbum de estudio de la formación, Sky's the Limit, que incluía las últimas grabaciones con Eddie Kendricks. En marzo de 1971, cuando la canción estaba en camino de convertirse en el número uno en Estados Unidos, Eddie recibió su carta de libertad y firmó un acuerdo con el sello Tamla, también de Motown, para realizar una carrera en solitario.
En un principio, se planeó que, tras «Just My Imagination», el siguiente sencillo del álbum fuese «Smiling Faces Sometimes», en el que Kendricks volvía a ser la voz principal. Sin embargo, después de su marcha, el grupo volvió a grabar «It's Summer», la cara B de Ball of Confusion, como sustituto de última hora, mientras que Whitfield reservó Smiling Faces Sometimes para The Undisputed Truth. The Temptations y Norman Whitfield regresaron al soul psicodélico en su siguiente álbum, Solid Rock, cuyo segundo sencillo, «Superstar (Remember How You Got Where You Are)», fue escrito por Whitfield y Barrett Strong como crítica hacia Eddie Kendricks y David Ruffin.

### Personal
- Voz principal: Eddie Kendricks y Paul Williams
- Coros: Dennis Edwards, Melvin Franklin, Paul Williams y Otis Williams
- Escrita por Norman Whitfield y Barrett Strong
- Producida por Norman Whitfield
- Arreglos y dirección de la orquesta: Jerry Long
- Instrumentación: The Funk Brothers, incluyendo Eddie Willis (guitarra), Bob Babbitt (bajo), Jack Ashford (marimba), Jack Brokensha (timbales), and Andrew Smith (batería)
- Cuerdas y trompas de la Orquesta Sinfónica de Detroit

## Posicionamiento en las listas

### Semanales
| Lista (1971)                                  | Mejor posición |
| --------------------------------------------- | -------------- |
| Canadá (RPM)                                  | 72             |
| Reino Unido (UK Singles Chart)                | 8              |
| Estados Unidos (Billboard Hot 100)            | 1              |
| Estados Unidos (Billboard Adult Contemporary) | 33             |
| Estados Unidos (Billboard R&B)                | 1              |
| Estados Unidos (Cash Box Top 100)             | 1              |

### Fin de año
| Lista (1971)                       | Posición |
| ---------------------------------- | -------- |
| Estados Unidos (Billboard Hot 100) | 9        |
| Estados Unidos (Cash Box)          | 7        |
| Reino Unido                        | 56       |

## Versiones de otros artistas
Varios artistas han realizado versiones de «Just My Imagination», frecuentemente usando estilos diferentes del original. Entre las más destacables, se encuentra la realizada por The Rolling Stones, que se incluyó en su álbum de estudio Some Girls (1978) y en el disco en directo Still Life (1982), grabado durante la gira americana del grupo en 1981. A diferencia de la pieza original, esta versión tiene un tempo más rápido, guitarras eléctricas en primer plano y en ella se sustituye el tono suave de los Temptations por otro más duro.
Otras versiones notables son la realizada por Larry Carlton y las instrumentales de Booker T & the MG's y Donald Byrd, quien la incluyó dentro de su exitoso álbum de 1975 Places and Spaces. Por su parte, Prince interpretó con frecuencia la canción como parte de su repertorio en directo. Otra versión, esta vez de estudio, fue realizada por Bette Midler, en su álbum de versiones de 2000 Bette. Esta última es similar en cuanto a estilo a la original, contando con un grupo de voces masculinas como coro de fondo. La canción también incluye una sección instrumental, sintetizada en lugar de interpretada por una orquesta en directo, que también es muy similar al arreglo realizado por Norman Whitfield y Jerry Long para los Temptations.
El productor de hip hop Easy Mo Bee produjo una remezcla de «Just My Imagination» a partir de las sesiones originales de la Motown. En ella añadió fragmentos de teclado, bajo y caja de ritmos. Esta versión se incluyó en el recopilatorio de 2005 Motown Remixed, junto con otras versiones de éxitos de la discográfica.
El grupo argentino Jóvenes Pordioseros también la incluyó en su disco Homenaje a los Stones. Algunas partes están cantadas en inglés y otras en castellano.
También Terry Callier la versionó y puede encontrarse en el disco Total Recall.